# Ulmen-Zipfelfalter
Der Ulmen-Zipfelfalter (Satyrium w-album, Syn.: Strymonidia w-album) ist ein Schmetterling (Tagfalter) aus der Familie der Bläulinge (Lycaenidae).

## Merkmale

### Falter
Die Falter haben eine Flügelspannweite von 30 bis 40 Millimeter. Ihre Flügel sind oberseits dunkelgraubraun mit einem schwachen orangen Fleck im Analwinkel. Auf der graubraunen Flügelunterseite fällt eine weiße Linie in der Postdiskalregion auf, die die Form eines "W" annimmt, ferner eine auf den Hinterflügel beschränkte, nach oben auslaufende, orange Submarginalbinde. In der Diskal- und Basalregion finden sich keine Punkte oder Zeichnung, lediglich eine schwache hellgraue Beschuppung. Der Ulmen-Zipfelfalter kann mit anderen Zipfelfaltern verwechselt werden, die Unterschiede sind jedoch eindeutig (vor allem das "W") und lassen einen fotografischen Nachweis zu.

### Raupe
Die Raupen haben einen blassgrünen Körper. Diagonalstreifen in Hellrosa und dunkelgrüne Rückenstreifen sind charakteristisch für die Art.

## Lebensraum

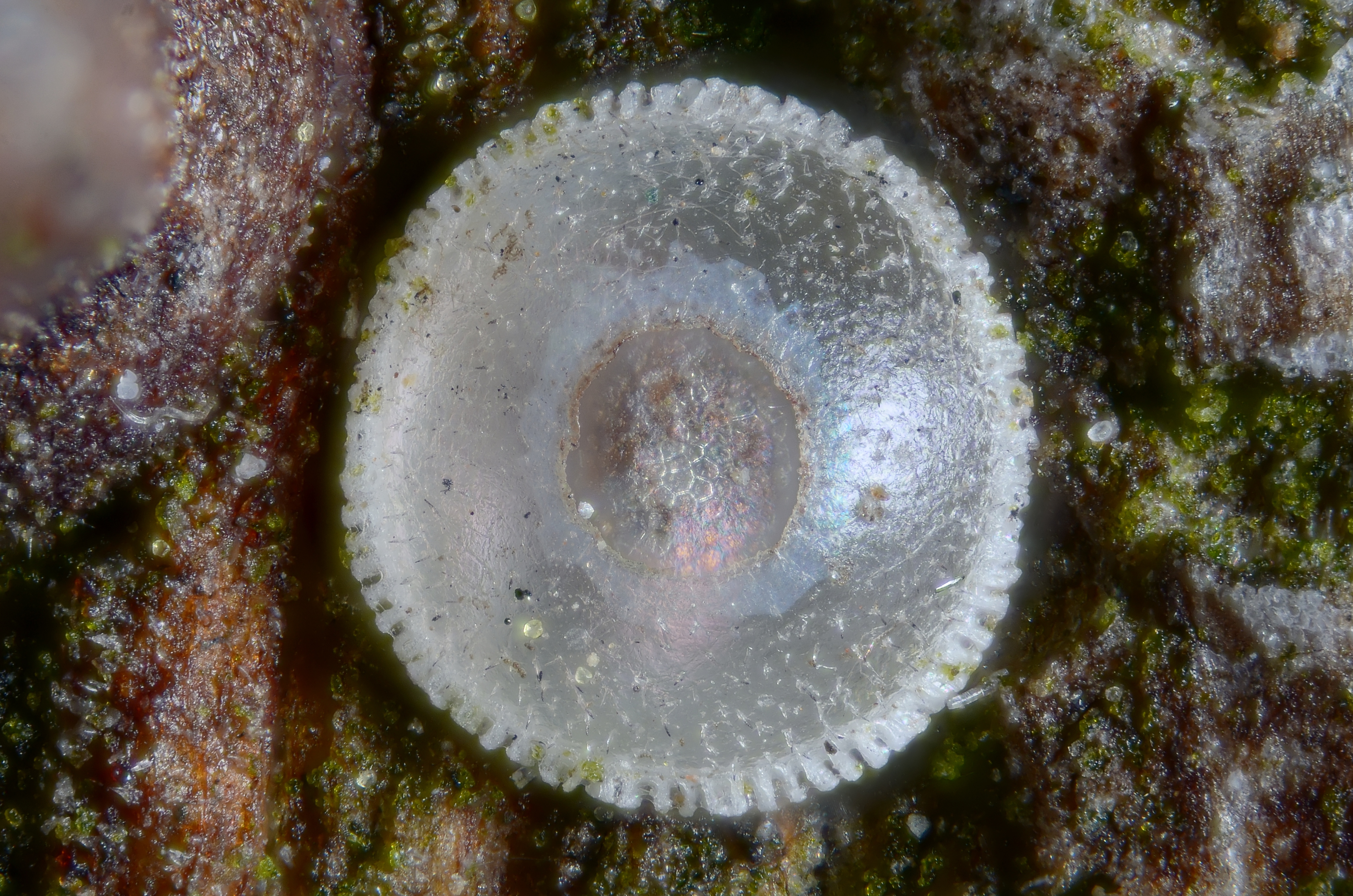
Ei des Ulmen-Zipfelfalters

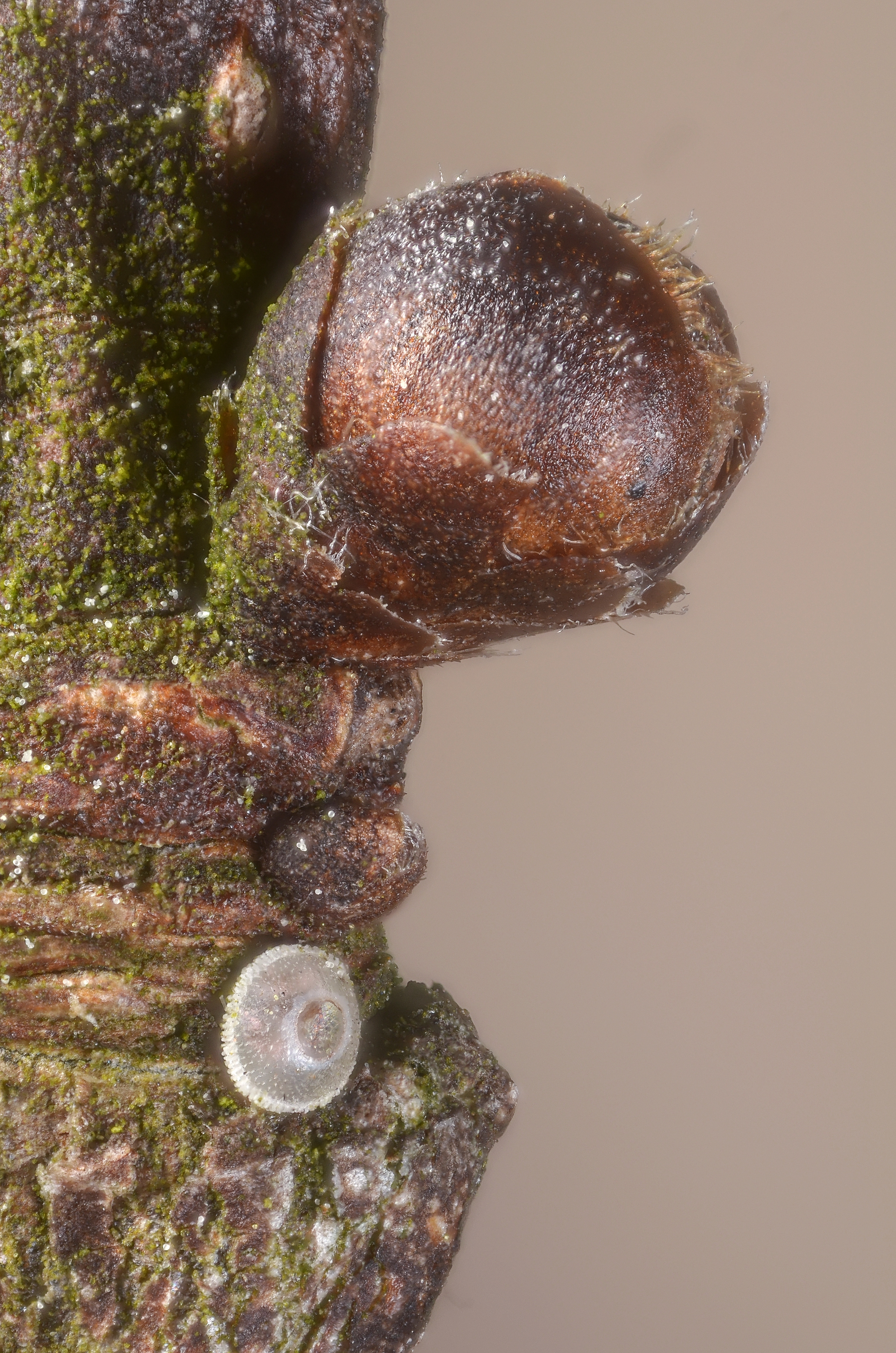
Ei des Ulmen-Zipfelfalters an einer Ulme

Der Ulmen-Zipfelfalter ist nicht an einem bestimmten Lebensraumtyp gebunden, wohl aber an das Vorhandensein von blühfähigen Ulmen. Entsprechend der natürlichen Verbreitung der drei in Mitteleuropa einheimischen Ulmenarten Bergulme (Ulmus glabra), Flatterulme (Ulmus laevis) und Feldulme (Ulmus minor), findet sich der Ulmen-Zipfelfalter in Auwäldern der Ebenen und Täler (etwa in der Oberrheinischen Tiefebene), in Schluchtwälder (etwa am Trauf der schwäbischen Alb), sowie in verschiedenen Arten von Laub(misch)wäldern. Vielerorts profitiert Satyrium w-album auch von Ulmenpflanzungen in menschlichen Siedlungsräumen: sowohl mitten in Städten (Ulmenalleen, Parkanlagen, Vorgärten) als auch entlang von Straßen oder gar Autobahnen finden sich individuenstarke Populationen des Ulmen-Zipfelfalters. Gelegentlich werden auch einzeln stehende Ulmen auf freier Feldflur genutzt. Insgesamt bevorzugt Satyrium w-album aber eher windgeschützte Standorte (Waldmäntel, Böschungen, Hecken, Parkanlagen oder ähnliche).
Aufgrund des Ulmensterbens werden von manchen Grünämtern nur noch spezielle Ulmenzüchtungen, meist Kreuzungen mit asiatischen Ulmenarten, angepflanzt, die gegen den Befall des Schlauchpilzes Ophiostoma novo-ulmi resistent sind. Inwieweit diese neueren Züchtungen auch vom Ulmen-Zipfelfalter genutzt werden, ist noch nicht untersucht worden.

## Lebensweise
Ulmen-Zipfelfalter führen ein sehr unauffälliges Dasein im Kronenbereich von Bäumen. Eher selten lassen sich Falter in der Krautschicht beim Saugen an diversen Blütenpflanzen beobachten. Aufgrund dieser versteckten Lebensweise wird die Art häufig übersehen. Für seine Entwicklung ist der Ulmen-Zipfelfalter auf das Vorhandensein von (blühfähigen) Ulmen angewiesen. Die Weibchen legen ihre Eier in der Regel an der Basis von Knospen ab, und zwar sowohl von Blüten- als auch von Blattknospen. Bevorzugt werden Endknospen von Haupt- und Seitenästen, aber auch an den Ästen, das heißt den Übergangsstellen zu den frischen Trieben, lassen sich Eier finden. Anhand der typischen Eiform, die an eine dunkelgraue Schüssel mit weißem Rand erinnert, lässt sich die Art im Winter wesentlich effektiver nachweisen als durch die Suche von Faltern zur Flugzeit.
Der Ulmen-Zipfelfalter überwintert im Ei-Stadium, die Räupchen schlüpfen beim Aufbrechen der Blütenknospen im Frühling und ernähren sich zunächst von den frischen Blütentrieben, später dann von den Blättern. Laut Asher (2001) und Thust (2006) fanden sich aber auch Raupen an nichtblühenden Ulmen. Hier besteht noch Forschungsbedarf, da die Räupchen meist im März, teils schon Ende Februar schlüpfen, und so bis zum Austreiben der Blätter im April/Mai ohne Nahrung auskommen müssten.
Als Wirtsgehölze der Raupen werden alle drei in Mitteleuropa einheimischen Ulmenarten verwendet: Bergulme (Ulmus glabra), Feldulme (Ulmus minor) sowie Flatterulme (Ulmus laevis). In England wird zudem die Englische Ulme genutzt (Ulmus procera). Inwieweit der Purgier-Kreuzdorn (Rhamnus cathartica) als Raupennahrungspflanze in Frage kommt, ist noch unklar.
Deutlich seltener werden Ulmenzuchtformen von den Weibchen zur Eiablage angenommen, manche der Ulmenzüchtungen werden scheinbar gänzlich gemieden. Da bei der Zucht resistenter Ulmen, die oft als "resista"-Ulmen bezeichnet werden, eine breite Palette von europäischen, amerikanischen sowie asiatischen Ulmenarten verwendet werden, etwa Ulmus pumila, Ulmus japonica, Ulmus americana und Ulmus crassifolia, lassen sich die jeweiligen Elternanteile im Freiland kaum mehr richtig ansprechen. Untersuchungen, die der Frage nachgehen, an welchen Zuchtformen abgelegt wird und ob sich die Raupen erfolgreich entwickeln können, wurden bisher noch nicht durchgeführt.

### Flugzeit
Satyrium w-album ist einbrütig, das heißt, er bringt nur eine Generation hervor, die von Mitte Juni bis Ende Juli/August fliegt.

## Verbreitung

### Weltweit
Satyrium w-album ist verbreitet von Nordspanien bis nach Japan. Nördlich kommt die Art bis Nordengland und Südfennoskandinavien vor, südlich wird Italien, die Türkei und Kasachstan sicher besiedelt. In Irland und Portugal fehlt die Art.

### Deutschland
Die Art kommt im norddeutschen Tiefland nur lokal vor und ist dort sehr selten bis recht selten. Verbreitungslücken gibt es besonders im nordwestlichen Niedersachsen sowie im westlichen Schleswig-Holstein. Nach Süden hin wird die Art häufiger, Verbreitungsschwerpunkte liegen im süddeutschen Raum (die Pfalz, Baden-Württemberg, Bayern, Thüringen, Sachsen) sowie anscheinend auch in Sachsen-Anhalt. Eine Vernetzung der Populationen findet regional speziell durch durchgängige Pflanzungen von Ulmen an Autobahnen und Bundesstraßen statt (etwa die Bundesautobahn 81 südlich von Stuttgart). Aufgrund der verborgenen Lebensweise und den teils ungewöhnlichen Lebensräumen – Autobahnböschungen und städtische Siedlungsräume werden von Schmetterlingskundlern wenig beachtet – ist die Art regional sicherlich deutlich häufiger als bislang angenommen. Auch in weniger besiedelten Teilen Norddeutschlands ist von bislang unentdeckten lokalen Vorkommen auszugehen.

#### Allgemeine Literatur
- Tom Tolman, Richard Lewington: Die Tagfalter Europas und Nordwestafrikas. Franckh-Kosmos, Stuttgart 1998, ISBN 3-440-07573-7.
- Hans-Josef Weidemann: Tagfalter: beobachten, bestimmen. Naturbuch-Verlag, Augsburg 1995, ISBN 3-89440-115-X.
- Josef Settele, Roland Steiner, Rolf Reinhard, Reinhart Feldmann: Ulmer Naturführer: Schmetterlinge. Die Tagfalter Deutschlands. 1. Auflage. Ulmer, Stuttgart 2005, ISBN 3-8001-4167-1.
- Frits A. Bink: Ecologische Atlas van de Dagvlinders van Noordwest-Europa, Schuyt & Co 1992, ISBN 90-6097-318-6

#### Landes- und Regionalfaunen
- Ulrich Lobenstein: Die Schmetterlingsfauna des mittleren Niedersachsens, Naturschutzbund Deutschland e. V., 2003, ISBN 3-925815-27-9
- Detlef Kolligs: Schmetterlinge Schleswig-Holsteins. Atlas der Tagfalter, Dickkopffalter und Widderchen, Wachholtz Verlag, 2003, ISBN 3-529-07330-X
- Rolf Reinhardt, Heinz Sbieschne, J. Settele, U. Fischer & G. Fiedler: Tagfalter von Sachsen. in Beiträge zur Insektenfauna Sachsens, Band 6, Verlag Bernhard Klausnitzer, 2007, ISSN 0232-5535
- Tom Schulte, Oliver Eller, Manfred Niehuis & Erwin Rennwald: Die Tagfalter der Pfalz in Fauna und Flora in Rheinland-Pfalz, Band 1, Beiheft 36, GNOR, 2007
- Rudolf Thust, Gerd Kuna & Rolf-Peter Rommel: Die Tagfalterfauna Thüringens. Zustand in den Jahren 1991 bis 2002. Entwicklungstendenzen und Schutz der Lebensräume, Naurschutzreport 23, Thüringer Landesanstalt für Umwelt und Geologie, 2006, ISBN 978-3-9807669-2-0
- Tagfalter. In: Günter Ebert, Erwin Rennwald (Hrsg.): Die Schmetterlinge Baden-Württembergs. 1. Auflage. Band 2: Spezieller Teil: Satyridae, Libytheidae, Lycaenidae, Hesperiidae. Ulmer, Stuttgart (Hohenheim) 1991, ISBN 3-8001-3459-4.
- Otakar Kudrna (Hrsg.): The Distribution Atlas of European Butterflies. 1. Auflage. Apollo Books, Stenstrup 2002, ISBN 87-88757-56-0 (englisch).
- Lepidopterologen-Arbeitsgruppe: Tagfalter und ihre Lebensräume, Band 1. Schweizerischer Bund für Naturschutz, 1994. ISBN 3-85587-402-6
- Michael Stoltze: Danske dagsommerfugle, Gyldendal 1996
- H. J. Henriksen, I. B. Kreutzer: The Butterflies of Scandinavia in Nature, Scandinavisk Bogforlag, 1982
- Peter Huemer: Die Tagfalter Südtirols, Folioverlag, 2004, ISBN 3-85256-280-5
- Jim Asher et al.: The Millennium Atlas of Butterflies in Britain and Ireland, OUP 2001
- Dirk Maes, Hans Van Dyck: Dagvlinders in Vlaanderen. Ecologie, verspreiding en behoud, Stichting Leefmilieu, 1999
- R.W. Akkermans, R. A. J. Pahlplatz, K. Veling: Dagvlinders in Limburg. Verspreiding en ecologie 1990-1999 Natuurhistorisch Genootschap in Limburg, De Vlinderstichting, 2001
- Tristan Lafranchis: Les Papillons de jour de France, Belgique et Luxembourg et leurs chenilles, Collection Parthénope, 2000
- Elizabeth Balmer: Schmetterlinge: Erkennen und Bestimmen. Parragon Books Ltd., Köln 2007, ISBN 978-1407512037

#### Spezielle Literatur
- M. Davies: The White-letter Hairstreak butterfly, Butterfly Conservation, Colchester, 1992
- Gabriel Hermann: Habitatbindung, Gefährdung und Schutz des Ulmen-Zipfelfalters in Baden-Württemberg mit Anmerkungen zur Verbreitung, Jh. Ges. Naturkunde. Württemberg 150: 223–236, 1994
- Gabriel Hermann: Tagfalter suchen im Winter. Zipfelfalter, Schillerfalter und Eisvögel / Searching for Butterflies in Winter. Hairstreaks, Purple Emperors, Poplar Admiral & White Admirals, Books on Demand, 2007, ISBN 978-3-8334-9643-1